# Рельеф Азербайджана

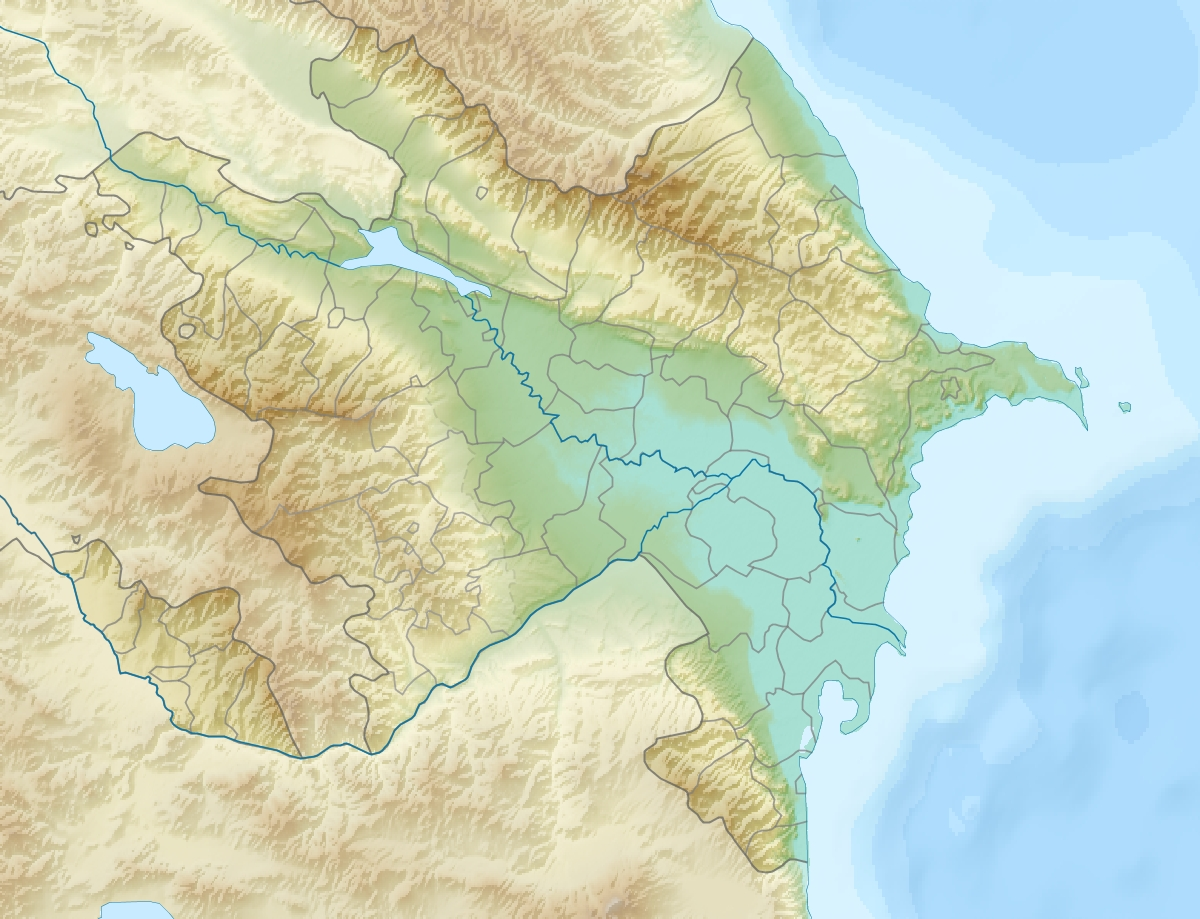
Рельеф Азербайджанa

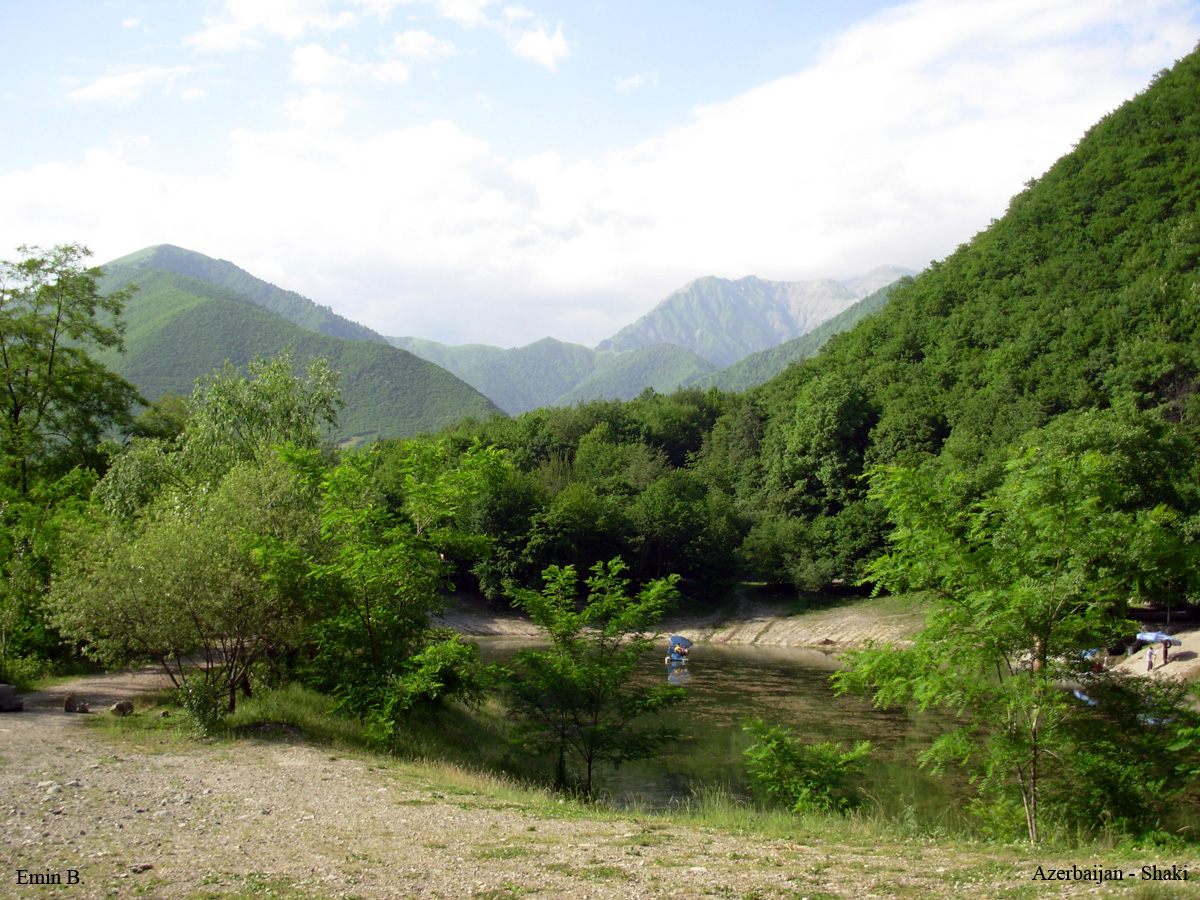
Горный пейзаж, Шеки

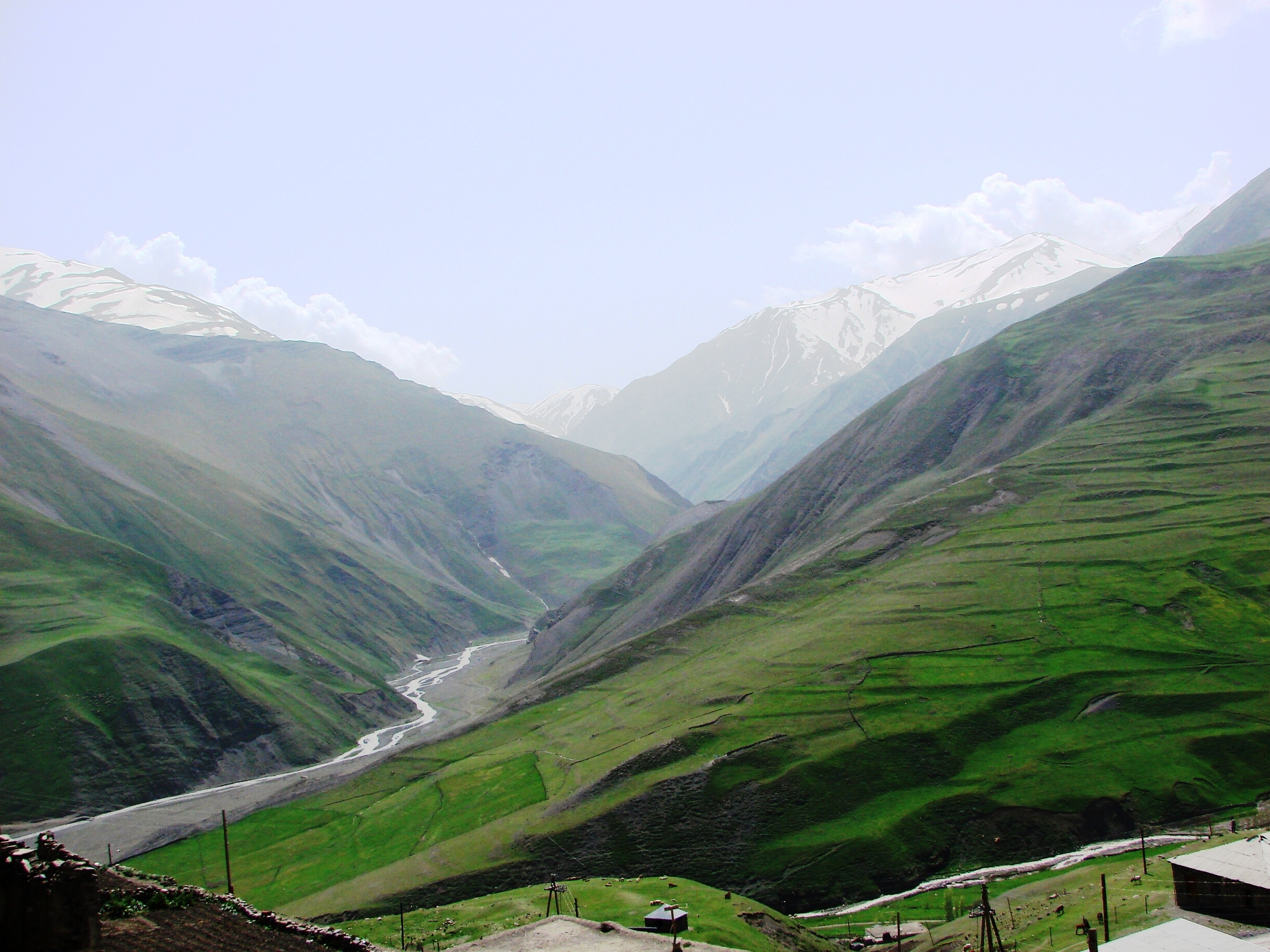
Высокогорная деревня Хыналыг

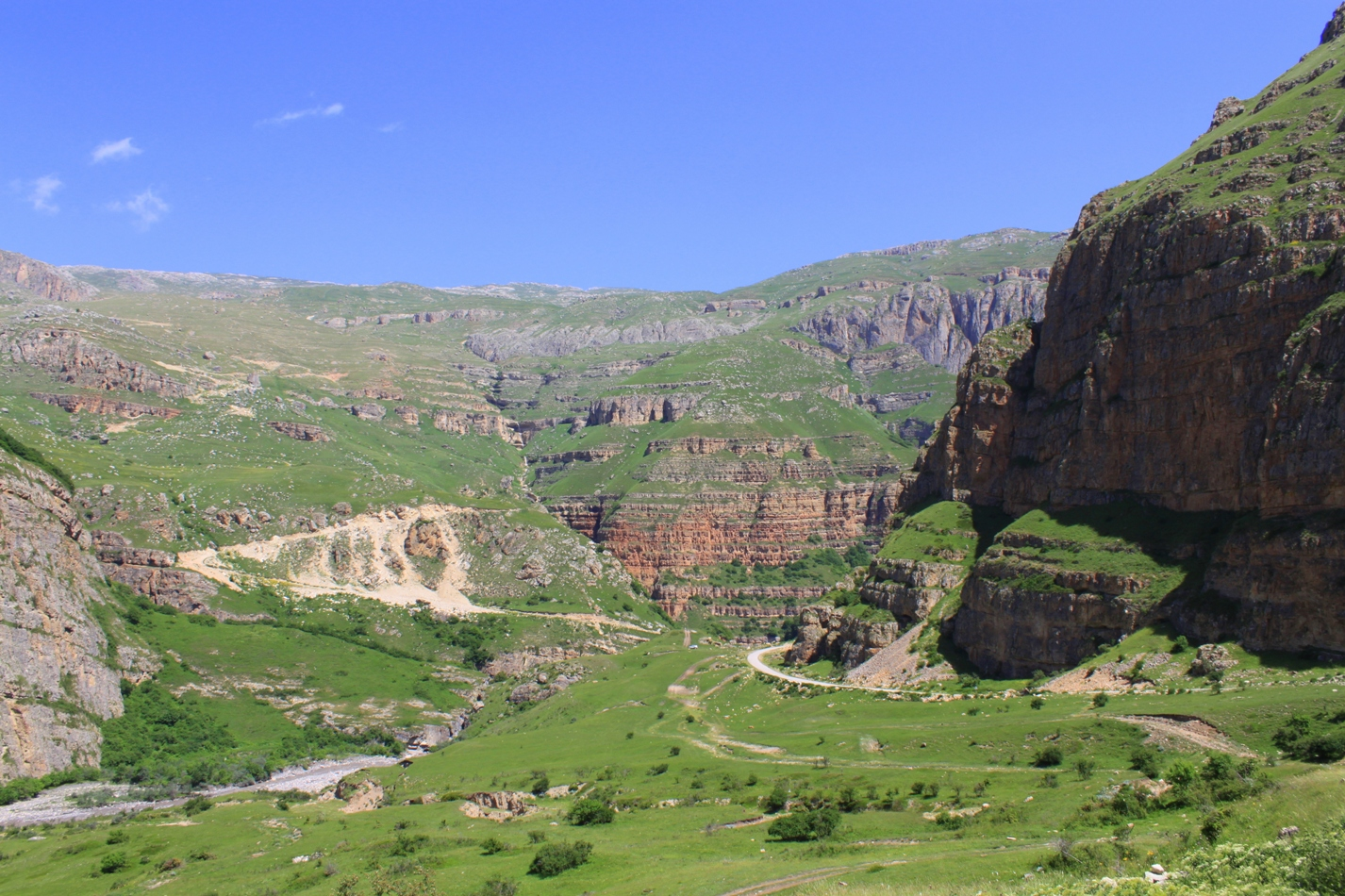
Горный рельеф в Губинском районе

Рельеф Азербайджанa отличается разнообразием. Почти 2/3 территории страны занимают горы, относящиеся к системе Большого Кавказа на севере и Малого Кавказа на западе и юго-западе. Вместе с Талышскими горами на юго-востоке они подковой охватывают Кура-Араксинскую низменность. 9 из 13 климатических условий имеются в Азербайджане.
Средняя высота поверхности, по одним источникам, 657 м над уровнем моря, по другим — 384 м, однако зафиксированы большие перепады высот. 18 % территории Азербайджана занимают территории с высотами ниже уровня моря, 24 % — с высотами от 0 до 200 м выше уровня моря, 31 % — от 200 до 1000 м, около 20 % — от 1000 до 2000 м, более 6 % — от 2000 до 3000 м и 1 % — свыше 3000 м.

## Общая характеристика
Примерно 2/3 площади страны занимают горы. На севере это Главный и хребты Большого Кавказа; последний переходит на востоке в холмы и низкогорья Гобустана. Запад и юго-запад Азербайджана занимают меридиональные хребты Малого Кавказа. Эти горы окаймляют Закавказское нагорье с Приараксинской равниной, которое пересекает Карабахский хребет. На юго-востоке располагаются Талышские горы. К Главному, или Водораздельному, хребту Большого Кавказа относится высочайшая вершина Азербайджана — Базардюзю (высота 4446 м над уровнем моря). Высочайшая вершина меридиональных хребтов Малого Кавказа на территории страны — Гямыш (высота 3724 м), Талышских гор — Кюмюркёй (2494 м).
Подковообразный комплекс горных систем окружает Кура-Араксинскую низменность, в которую входят Ширванская равнина к северу от долины Куры, Карабахская и Мильская равнины к югу от Куры и к северу от Аракса и Муганская равнина вдоль правого берега Аракса. В устье Куры расположена Сальянская равнина, на юге страны вдоль морского побережья — узкая полоса Ленкоранской низменности, а севернее хребтов Большого Кавказа — Гусарская равнина и Самур-Дивичинская низменность.

## История формирования рельефа Азербайджана
Процесс формирования современного рельефа Азербайджана шёл на протяжении всей истории государства. В то время как уровень горных участков поднялся на 2,5-4,5 км, равнинные участки понизились от 2,5 — 3 км приблизительно до 8-11,5 км. Процесс образования гор находится в полной зависимости от скорости процесса тектонического поднятия. Появление равнин же, зависит от скорости формирования морских и континентальных отложений. Для территории Азербайджана характерна зависимость изменения рельефа горных и равнинных участков от уровня Каспийского моря также.

## Этапы формирования рельефа Азербайджана
Орогенный (неотектонический) этап — этап, характеризующийся преобразованиями тектонического режима, расширением территории суши на Большом и Малом Кавказе, Талышской местности. На данном этапе растёт резкая контрастность тектонических действий, складывается фундамент речных систем, основываются древние поверхности. Позже, наступает эра установления вертикальных ландшафтных поясов. Обновляются экзогенные процессы.
Современный вид рельефа страны возник в эры Верхнего Плиоцена и Антропогена. В этот период происходят значительные изменения: повышается уровень Каспийского моря, быстрым ходом идёт трансгрессия, регрессия, а также вулканизм моря. Для этого этапа характерно также изменения речной системы, а именно расширение речных ущелий. Процесс вулканизма приводит к образованию магматической (Малый Кавказ) и грязевой (юго-восточная часть Большого Кавказа) рельефных форм.

## Формы рельефа в Азербайджане
Разнообразие рельефа Азербайджана объясняется его происхождением (недоступная ссылка). По происхождению на территории Азербайджана можно выделить тектонические, вукланические, псевдовулканические, снежно-ледниковые, гравитационные, флювиальные, аридно-денудационные, эоловые, карстовые, талассогенные и другие формы рельефа. В горной части страны также встречается полигенетический рельеф, формирующийся в результате действия сразу нескольких рельефообразующих процессов.
Тектонический рельеф широко представлен в Азербайджане и включает Большой и Малый Кавказ, Талышские горы и Куринскую впадину. Характерными чертами тектонического рельефа являются лава и её потоки, шлаковые конусы, ступенчатые плато. На больших высотах остывающая и крошащаяся лава сформировала участки щебня.
Псевдовулканические формы рельефа сформировались в результате извержения грязевых вулканов. Этот тип рельефа представлен сопками и конусовидными возвышенностями и распространён в Гобустане, на Апшеронском полуострове и юго-востоке Ширванской равнины; эти же процессы породили большинство островов Бакинского архипелага Каспийского моря.
Экзарационная и аккумуляционная деятельность ледников способствовала сформированию снежно-ледникового рельефа троговых ущелий и моренных структура. Наблюдается на склонах горных систем Большого Кавказа (Боковой хребет) и Малого Кавказа (Муровдаг, Шахдаг, Зангезурский хребет, Карабахская возвышенность).
Гравитационный рельеф включает в себя обвалы и оползни. Широкое распространение обвалы получили на плато Шахдаг и Гызылгая (Большой Кавказа), на Малом Кавказе (Восточная Гёйча, Муровдаг, Карабахская возвышенность), в Кяпазском горном массиве. Горные озёра страны (Гёйгёль, Маралгёль, Ганлы-гёль) были образованы вследствие горных обвалов. В бассейнах рек Большого Кавказа (Гирдман, Ахсу на юго-востоке и Вяльвяля, Гильгильчай, Атачай на северо-востоке) благоприятные литологические и гидрогеологические условия способствовали образованию оползней.
Флювиальный рельеф на территории республики встречается чаще всего. К флювиальным формам рельефа относятся в частности террасы, русла высохших рек, речные дельты и конусы выноса. Ярким примером флювиальной рельефной формы является озеро Гёйгёль.
Аридно-денудационная форма рельефа наблюдается на засушливых участках и местах песчано-глинистых отложений (Гобустан, западная часть Апшеронского полуострова, северо-восточный склон Большого Кавказа между реками Гильгильчай и Сумгаит, Джейранчёль-Аджиноурское предгорье и т. д.). Основные черты аридно-денудационного рельефа — непригодные земли и глинистые псевдокарсты.
Эолсовый рельеф представлен дюнами, песчаными тирами и холмами, встречается на территории Апшеронского полуострова и в юго-восточной части Ширванской равнины.
Карстовый рельеф распространён на Большом и Малом Кавказе, в местах залегания углеводородных пород. Образцы карстового рельефа — пещеры, в том числе Азыхская, колодцы.
Абразионная и аккумулятивная деятельность Каспия способствовала формированию талассогенного рельефа. Сюда входят террасы, клифы и бенчи.
Процессы мелиорации и строительства привели к формированию антропогенных, или техногенных, рельефных форм, особенно характерных для Кура-Араксинской низменности.

## Рельеф Малого Кавказа
Территория Малого Кавказа охватывает юго-запад и запад страны. Формирование Малого Кавказа произошло за счёт отложений и вулканических элементов периодов юра и мела.
Горная система на Малом Кавказе представлена, в основном, рядом хребтов, у которых отсутствует главный водораздел: Муровдаг, Карабах, Мыхтёкян; участок хребтов Шахдаг, Восточный Геокчай, Восточная — Гёйча, Зангезур, Даралаяз, вулканические участки (Карабахское взгорье), низменности (Башкенд-Дестяфур).
Шахдагский хребет берёт своё начало на северо-западе страны, с вершины Шахдаг (2901 м) и продолжается до вершины Хыналдаг в северо-восточной части (3367 м). К востоку от вершины Хыналдага расположен Муровдагский хребет (гора Джамыш, 3724 м). Севернее находятся Башкенд-Дестяфурская впадина и Шамкирская куполообразная возвышенность, которая и образует Шахдагский и Муровдагский хребты.
На востоке Пантский хребет и отделившаяся гора Кяпяз (3030 м) разделяют впадину Башкенд-Дестяфур от впадины Агджакенд. Хребет Восточная Гёйча включает в себя водораздел бассейнов озера Гейча и реки Тартар. Высочайшей вершиной является гора Кяти даг (3437 м). Карабахский хребет начинается на севере и тянется до реки Араз. На северо-западе данный хребет соединяется с Мыхтёкянским хребтом (Делидаг, 3613 м). Зангезурский хребет тянется до реки Араз и является высочайшим в числе хребтов Малого Кавказа (вершины Гапычыг (3906 м) и Газангёльдаг (3814 м)) на юге хребта.
Для Даралаязского хребта характеры такие вершины, как гора Кюкю — 3210 м и Кечялдаг — 3115 м.

### Горная система Талыш
Талышские горы находятся на юго-восточной окраине (Нижне-Аразская впадина) республики. Образованы горы из отложений пород третьего периода. Горная цепь Талыш является переходным пунктом от горной системы Малого Кавказа до Эльбрусских гор (Республика Иран). Включает в себя Талышский (самый длинный — 100 км и одновременно самый высокий хребет данной системы — 2500 км), Пештясарский и Буроварский хребты.
Рельеф Апшеронского полуострова представлен рядом гряд, холмов, а также конусов грязевых вулканов. Имеется большое количество солёных озёр маленького размера.

### Куринская низменность
Куринская низменность находится в самом центре Республики (между Большим и Малым Кавказом, горной цепью Талыш). Рельеф включает в себя широкие равнины и предгорья. Здесь располагается Кура-Аразская низменность, являющаяся самой большой равниной на территории всего Южного Кавказа. Разделение рек Кура и Араз привело к формированию Мильско-Карабахской, Ширванской, Мугано-Сальянской равнин. На северо-западе низменности простирается Гянджа-Газахская равнина. В северной части Гянджа-Газахской равнины и Кура-Аразской низменности находятся Джейранчёльское, Аджинаурское (крупнейшее среди указанных предгорий, высотой в 1100 метров) Лянгябиз-Алятское предгорья.

### Самур-Девечинская низменность
В северном направлении от полуострова Апшерон располагается Самур-Девечинская низменность, которая опирается на Гусарскую наклонную равнину. Большая часть данной низменности находится ниже уровня океана, рекордно низкая отметка — 28 м ниже уровня океана в приморской части низменности.

### Низкогорья, среднегорья и высокогорья
На территории Азербайджана, в основном, преобладают 2 рельефные формы: низменности и высокогорья.
К высокогорьям относятся участки высотой более 2500 м. На Большом Кавказе это Главный Кавказский и Боковой хребты, на Малом Кавказе — Зангезурский, Муровдагский и боковые части Шахдагского хребта. На данной территории отмечается слабое развитие почвенного покрова и флоры, существование откосов и каменистых утёсов. Присутствуют следы древнего рельефа (троги, цирки, кары и др.). Здесь имеются также новые мелкие ледники. Характерными чертами высокогорий Большого Кавказа являются ледники и бурные горные реки. В восточном направлении горы Большого Кавказа постепенно опускаются. Горы Малого Кавказа отличаются наименьшей высотой и состоят из ряда хребтов и вулканического Карабахского нагорья, имеющего конусы потухших вулканов.
Среднегорья на высотах от 1000 до 2500 м, очерченные глубокими горными реками, составляют большую часть горных систем Азербайджана. Для среднегорий характерны склоны и террасы. Редко встречаются оползневые и обвальные участки.
Низкогорья высотами примерно от 200 м (Гобустан и Аджинаур) охватывают предгорные регионы с высотами от 50 до 100 м. Имеются наклонные горные склоны и гладкие водоразделы. Характерно развитие аридно-денудационных процессов.
Равнинный пояс включает в себя участки высотой 100—200 м, порой до 400—500 м (в Нахчыванской Автономной Республики — до 800—1000 м). Сюда входят большая часть Куринской впадины, Алазан-Айричайская низменность, Самур-Девечинская низменность, Приаразская равнина. Для этого пояса характерны аккумулятивные формы рельефа. В предгорных участках чаще всего встречаются принесенные конусы, а на берегу Каспия — дюны.

## Геоморфологические районы
Геоморфологическая структура территории Азербайджана, по сути, является сложной. Здесь встречаются денудационно-структурные горы, структурно-эрозионные горы, вулканические горы, аккумулятивно-денудационные плато и равнины, аккумулятивные равнины. Исходя из таких факторов как происхождение, возраст, морфологические особенности, геологическая структура и современные тектонические движения, территория республики условно делится на 2 геоморфологические страны (Крым-Кавказ и Передняя Азия) и 4 области (Передний Кавказ, Большой Кавказ, Закавказская депрессия, Малый Кавказ) и входящие сюда 6 геоморфологических областей: Самур-Девечинская область, восточная часть Большого Кавказа, Куринская впадина, Сторонний Малый Кавказ, Внутренний Малый Кавказ и Талышская область.
Самур-Девечинская область входит в Гусар-Девечинское предгорное ущелье. Географически область располагается на северо-восточных склонах Большого Кавказа. На реках встречаются конусы выноса, конусовидные ущелья и морские террасы.
Для области Восточного Большого Кавказа характерны снежно-ледниковые и экзарационные ледниковые рельефные формы. Основные виды: ущелья, морские тиры, холмики, грязевые вулканы, оползни, глинистые формы карстового рельефа. Развиты эрозионные и гравитационные процессы. Сама область условно делится на подобласти южного склона горной цепи Большого Кавказа и юго-восточной части Кавказа:
1. южный склон Большого Кавказа расположен между реками Мазим и Гирдман и разделён речными ущельями. Для подобласти характерны: узкие водоразделы, оползни, протоки, террасы, сильные сели, обвалы. Подобласть в свою очередь делится на три геоморфологических района: Закатальский, Шекинский и Лагичский.
2. юго-восточная часть Кавказа включает в себя горные хребты, голые склоны, гладкие плато (крупнейшее — Шахдагское плато), ущелья, террасы оползни и обвалы. На востоке к подобласти относятся: природная часть Шемахи, Гобустан, Апшеронский полуостров и т. д. В подобласть входят районы Базар-дюзю, Шахнабад-Хызы, Шахдаг, Танги-Бешбармаг, Дюбрар, Шемаха, Гобустан и Апшерон.

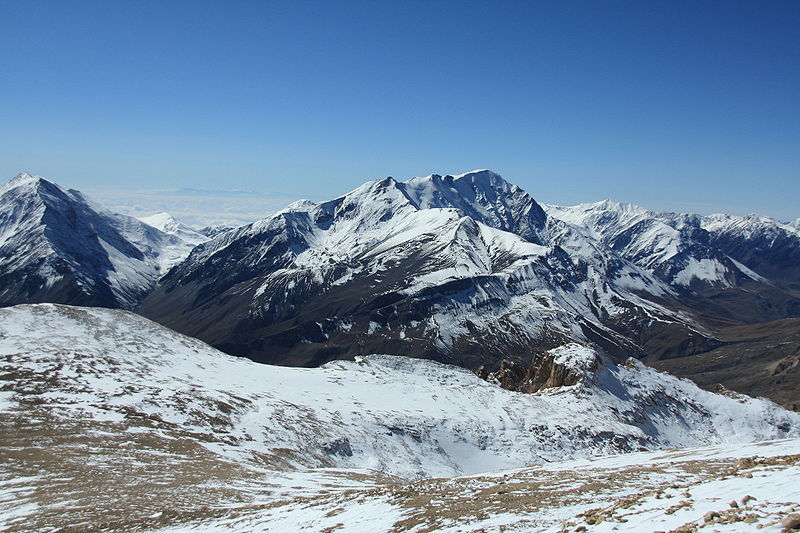
Базардюзю (4466 м)

Куринская впадина условно делится на 4 геоморфологические области:
1. Алазань-Айричайская область, представляющая собой закрытую предгорную наклонную равнину. В подобласть входят Алазанский и Исмаиллинский геоморфологические районы.
2. На севере Куринской впадины располагается район Аджинауро-Джейранчёльского предгорья. Сюда относятся Джейранчёльское предгорье, Аджинаурское предгорье и Лянгябиз-Алятское предгорье. Рельеф представлен в форме горными хребтами, тирами, возвышенностями антиклинальной и синклинальной складчатости и разделяющими их ущельями и впадинами. Сама подобласть условно делится на геоморфологические районы Джейранчёль, Аджинаур, Лянгябиз-Алят.
3. Кура-Араксинская низменность является самой широкой областью Куринской впадины. Здесь находятся низкие тиры и возвышенности (Кюровдаг, Бабазанан, Мишовдаг, Галмас, Боздаг, Хыдырлы, Бендован), грязевые вулканы, мелкие речные ущелья, конусы выноса, стоячие воды, субареальные дельты, дефляционные ямы, дюны, песчаные холмы, береговые валы. Фактически подобласть делится на такие геоморфологические районы как Ширванский, юго-восточный Ширванский, Прикуринский, Муганский и Сальянский.
4. Подобласть горной системы Малого Кавказа включает в себя северо-восточные склоны Малого Кавказа от реки Храми до Аракса; здесь по границе между равниной и горами проходит тектонический разлом. Для подобласти характерны низкие тиры и увалы (Нафталан, Гёдякбоз, Дуздаг), речные ущелья, конусы выноса, конусовидные отложения, сеть оврагов и высохшие реки. Подобласть разделена на Гянджа-Газахский и Карабахский геоморфологические районы.

В геоморфологической области Крайнего Малого Кавказа очень мало аккумуляционных участков. Развит процесс эрозии. Сама область разделена на 3 геоморфологические подобласти: Северо-Восточный, Восточный и Юго-Западный склоны.
1. В подобласть Северо-Восточного склона входят: Шахдагский и Муровдагский горные хребты, Шамкирская куполообразная возвышенность, впадина Башкенд-Дястафур и др. Интенсивным ходом идут процессы эрозии и гравитации. Встречаются обвальные участки (гора Кяпаз) (в ущельях, где обвалы образовали плотины, сформировались завальные озёра Гёйгёль, Маралгёль, Карагёль и др.), троговые иречные ущелья, кары, межгорные впадины с валунными отложениями (Алибейли, Чайкенд), оползневые участки. Подобласть условно делится на Агстафинский, Шамкирский, Дашкесан-Агджакендский, Шахдагский и Муровдагский геоморфологические районы.
2. Восточный склон представлен Карабахским хребтом. Повсюду голые склоны с активными гравитационными процессами. Характерны речные ущелья, тиры, гряды, межостровные впадины (Хачынчай, Довшанлы, Гасанабад и т. д.), обвальные шлейфы, в низкогорьях — интрузивные скальные массивы и возвышенности (Галайчы, Боздаг). В состав подобласти входит единственный геоморфологический район — Нижне-Аразский.
3. Юго-западный склон включает бассейны реки Хакари и (частично) реки Тертер. Для подобласти характерны тиры и хребты, интрузивные скальные массивы (Делидаг), межгорные впадины (Пирджан, Лачин), террасные уровни, карст. Подобласть делится на Кельбаджарский и Мыхтёкянский геоморфологические районы.

В геоморфологическую область Малого Кавказа входят горные и межгорные впадины. Для области характерны вулканические и ледниковые рельефные формы. Условно делится на такие геоморфологические подобласти, как Карабахская вулканическая возвышенность, Приаракские горы и Нахичеванская впадина (Средний Аракс).
1. Для Карабахской вулканической возвышенности характерны лавовые покрытия и потоки, а также вулканические конусы. Основными центрами извержения выступали массивы Бёюк Ишыглы, Гызылбогаз и Кечялдаг. Имеется негустая речная сеть, а также озера. В подобласть входят геоморфологические районы Гызылбогаз-Ишыглы, Алагёлляр-Чалбайыр, Восточная Гёкча и Язы.
2. Подобласть Приаракских гор включают в себя горные хребты Зангезур и Баргюшад. Здесь находятся внутригорные впадины (Бадамлы, Тиршек, Айлис), моноклинальные тиры, бедленд и псевдокарст. В подобласть входят геоморфологические районы Даралаяз, Зангезур и Баргюшад.
3. Подобласть Нахичеванской (Средний Араз) впадины преимущественно совпадает с территорией Приаракских равнин. Встречаются бедленд и псевдокарст. Подобласть разделена на Шарурский, Неграмский и Ордубадский геоморфологические районы.

Геоморфологическая область Талыш охватывает Талышские горы (горная система Талыш, Пештесар и Буровар) и Ленкоранскую низменность. Имеются широкие впадины (Ярдымлы, Зувард), морские террасы, оползни. Речная сеть довольно плотная. Подобласть включает 6 районов: Ленкорань, Ярдымлы, Буровар, Пештесар, Зувард и Талыш.